# Reggaetonera
Reggaetonera è un singolo del rapper portoricano Anuel AA, pubblicato il 29 maggio 2020 come estratto dal secondo album in studio Emmanuel.

## Tracce
1. Reggaetonera – 3:32